# Arnoso (Santa Maria e Santa Eulália) e Sezures
Arnoso (Santa Maria e Santa Eulália) e Sezures (oficialmente: União das Freguesias de Arnoso (Santa Maria e Santa Eulália) e Sezures) é uma freguesia portuguesa do município de Vila Nova de Famalicão, com 8,81 km² de área e 3527 habitantes (censo de 2021). A sua densidade populacional é 400,3 hab./km².

## História
Foi criada aquando da reorganização administrativa de 2012/2013, resultando da agregação das antigas freguesias de Santa Maria de Arnoso, Santa Eulália de Arnoso e Sezures.

## Demografia
A população registada nos censos foi:
| Distribuição da População por Grupos Etários | Distribuição da População por Grupos Etários | Distribuição da População por Grupos Etários | Distribuição da População por Grupos Etários | Distribuição da População por Grupos Etários | Distribuição da População por Grupos Etários |
| -------------------------------------------- | -------------------------------------------- | -------------------------------------------- | -------------------------------------------- | -------------------------------------------- | -------------------------------------------- |
| Antes da agregação                           |                                              |                                              |                                              |                                              |                                              |
| Ano                                          | 0-14 anos                                    | 15-24 anos                                   | 25-64 anos                                   | >= 65 anos                                   | Total                                        |
| 2001                                         | 726                                          | 584                                          | 1800                                         | 455                                          | 3565                                         |
| 2011                                         | 582                                          | 473                                          | 2062                                         | 499                                          | 3616                                         |
| Após a agregação                             |                                              |                                              |                                              |                                              |                                              |
| Ano                                          | 0-14 anos                                    | 15-24 anos                                   | 25-64 anos                                   | >= 65 anos                                   | Total                                        |
| 2021                                         | 500                                          | 347                                          | 1992                                         | 688                                          | 3527                                         |